# Aleksander Sekulić
Aleksander Sekulić, slovenski košarkarski trener, * 24. februar 1978, Ljubljana.

## Trenerska kariera
Izobraževal se je na ljubljanski Fakulteti za šport in beograjski Športni akademiji. V letih 2006, 2007, 2008, 2010, 2011 in 2013 je bil pomočnik selektorjem članskih reprezentanc Slovenije. Na EP U20 leta 2006 je bil pomočnik selektorja, ko je Slovenija dosegla 3. mesto. Dvakrat je vodil reprezentanco Slovenije do 18 let (2010 in 2015). Med poletjem 2015 je slovensko U18 reprezentanco uspešno popeljal iz B v A divizijo evropske košarke. Aleksander Sekulić je sicer svojo trenersko pot začel na Slovanu, kjer je sprva delal predvsem z mlajšimi selekcijami. V sezoni 2004/2005 se je pridružil članski ekipi Slovana kot pomočnik trenerja. Glavni trener Kodeljevčanov je postal decembra v sezoni 2006/2007 in ekipo vodil vse do januarja 2008. V prvi sezoni je njegova ekipa prišla do polfinala slovenske lige. Sledila je selitev v Triglav Kranj v sezoni 2008/2009 in Luko Koper, kjer je delal v sezoni 2009/2010. Na željo trenerja Aleksandra Džikića je pred sezono 2010/2011 prvič prišel v novomeško Krko. Krka je v sezoni 2010/11 osvojila pokal FIBA EuroChallenge, državno prvenstvo ter se uvrstila med štiri najboljše v ligi ABA.
V sezoni 2011/2012 je bil Sekulić najprej pomočnik trenerju Nenadu Trajkoviću, po njegovem odhodu decembra 2011, pa je postal prvi trener in s Krko osvojil državni naslov in super pokal. Kot prvi trener je ekipo Krke vodil vse do februarja 2013, ko so se v novomeškem klubu odločili za zamenjavo. V Krko se je Sekulić kot pomočnik trenerja vrnil v začetku naslednje sezone ob vrnitvi trenerja Džikića in se v tem obdobju veselil enega naslova državnega in dveh naslov pokalnega prvaka. Pred sezono 2015/2016 se je pridružil Unionu Olimpiji, kjer bo opravljal delo vodje mladinskega pogona, hkrati pa bo glavni trener članske ekipe pri partnerskemu klubu v Škofji Loki.
Seznam klubov:
- 1996-1997: Geoplin Slovan Ljubljana, trener U14 in pomočnik trenerja U18
- 1997-1998: Geoplin Slovan Ljubljana, trener U14 in pomočnik trenerja U18
- 1998-1999: Geoplin Slovan Ljubljana, trener U14 in pomočnik trenerja U18
- 1999-2000: Geoplin Slovan Ljubljana, trener U14 in pomočnik trenerja U18
- 2000-2001: Geoplin Slovan Ljubljana, pomočnik trenerja članske ekipe
- 2001-2002: Geoplin Slovan Ljubljana, trener U14, trener U16
- 2002-2003: Geoplin Slovan Ljubljana, trener U14, trener U16
- 2003-2004: Geoplin Slovan Ljubljana, trener U14, trener U16
- 2004-2005: Geoplin Slovan Ljubljana, pomočnik trenerja članske ekipe
- 2005-2006: Geoplin Slovan Ljubljana, pomočnik trenerja članske ekipe
- 2006-2007: Geoplin Slovan Ljubljana, glavni trener članske ekipe
- 2007-2008: Geoplin Slovan Ljubljana, glavni trener članske ekipe
- 2008-2009: Triglav Kranj, glavni trener članske ekipe
- 2009-2010: Luka Koper, glavni trener članske ekipe
- 2010-2011: Krka Novo mesto, pomočnik trenerja članske ekipe
- 2011-2012: Krka Novo mesto, glavni trener članske ekipe
- 2012-2013: Krka Novo mesto, glavni trener članske ekipe
- 2013-2014: Krka Novo mesto, pomočnik trenerja članske ekipe
- 2014-2015: Krka Novo mesto, pomočnik trenerja članske ekipe
- 2015-2016: Union Olimpija Ljubljana, vodja mladinskega pogona – Škofja Loka, glavni trener članske ekipe
- 2016-2017: Sixt Primorska Koper, glavni trener članske ekipe
- 2017-2018: Basketball Nymburk, pomočnik trenerja članske ekipe
- 2018-2019: Basketball Nymburk, pomočnik trenerja članske ekipe
- 2019-2020: Basketball Nymburk, pomočnik trenerja članske ekipe
- 2021-2022: Basketball Nymburk, glavni trener članske ekipe

Reprezentanca:
- 2006: slovenska košarkarska reprezentanca do 20 let, pomočnik trenerja
- 2006: slovenska košarkarska reprezentanca, pomočnik trenerja
- 2007: slovenska košarkarska reprezentanca, pomočnik trenerja
- 2008: slovenska košarkarska reprezentanca, pomočnik trenerja
- 2010: slovenska košarkarska reprezentanca do 18 let, glavni trener
- 2010: slovenska košarkarska reprezentanca, pomočnik trenerja
- 2011: slovenska košarkarska reprezentanca, pomočnik trenerja
- 2013: slovenska košarkarska reprezentanca, pomočnik trenerja
- 2015: slovenska košarkarska reprezentanca do 18 let, glavni trener
- 2016: slovenska košarkarska reprezentanca do 20 let, glavni trener
- 2016: slovenska košarkarska reprezentanca, pomočnik trenerja
- 2017: slovenska košarkarska reprezentanca, pomočnik trenerja
- 2018: slovenska košarkarska reprezentanca, pomočnik trenerja
- 2018: slovenska košarkarska reprezentanca B, glavni trener
- 2019: slovenska košarkarska reprezentanca, pomočnik trenerja
- 2020: slovenska košarkarska reprezentanca, pomočnik trenerja
- 2021: slovenska košarkarska reprezentanca, glavni trener
- 2022: slovenska košarkarska reprezentanca, glavni trener